# Leukoplakia

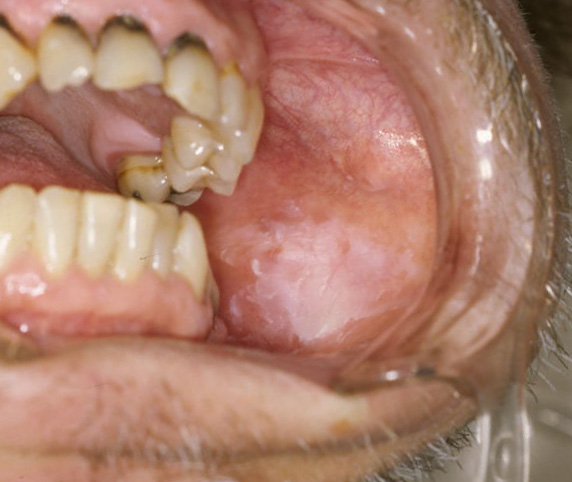
Leukoplakiás lézió a pofa nyálkahártyáján

A leukoplakia (görögül a leukós a. m. „fehér”) a szájüreg nyálkahártyáján jelentkező fehér folt (plakk), amelyet dörzsöléssel nem lehet eltávolítani. A szájüreg leggyakoribb daganatmegelőző (precancerosus) állapotának tekinthető. Általában nem jár fájdalommal, de a plakk érzékeny lehet érintésre, illetve fűszeres ételek fogyasztásakor.

## Előfordulás
A szájüreget fedő nyálkahártyán, leggyakrabban a pofa (bucca) nyálkahártyáján, illetve a nyelven (lingua) találhatjuk. Ritkább eseteknél előfordulhat a szájfenék (diaphragma oris) nyálkahártyáján, illetve a fogínyen (gingiva).

## Etiológia
A leukoplakia kóroki tényezője ismeretlen, szövettani leletek a nyálkahártya elszarusodását (hyperkeratosis) mutatták ki. Sok lehetséges okot hoztak kapcsolatba leukoplakiával, mint például dohányzás, krónikus alkoholfogyasztás és egyéb idült irritánsokat. Korábban a mechanikai irritációkat is ide sorolták (pl. érdes tömések vagy egyéb fogművek), de manapság már nem tekintik kóroki tényezőnek.
A dohányzás okolható azonban a legtöbb esetben, a leukoplakiás léziókkal jelentkező betegek többsége dohányos. A dohányzás elhagyása után a fehér folt általában egy éven belül el is tűnik. A dohányzás mellett ugyanúgy ártalmas a pipázás és szivarozás a szájüregben tartott magas hőfokú füst miatt.
A túlzott alkoholfogyasztásnak is szerepe van a leukoplakia kialakulásában.

## Következmények
A leukoplakia általában nem okoz irreverzibilis szövetkárosodást. Ritkábban előfordulhat a lézió felülfertőződése, gyulladása. Legsúlyosabb következménye a rákos elfajulás (malignus transformatio), ami a hám dysplasiájával kezdődik. A szájüreg rosszindulatú daganatainak többségét leukoplakia előzi meg.

## Kezelés
A leukoplakia kezelése elsősorban az irritációt okozó tevékenység abbahagyásából áll, ily módon a dohányzás, illetve az alkoholfogyasztás elhagyásával idővel eltűnik a lézió. Ha mégsem tűnne el, további lépések szükségesek a lézió eltávolításához (ezüst-nitrátos edzés,szikével való kimetszés, lézeres kezelés).

## Lásd még
- Erythroplakia, a nyálkahártya vöröses foltozottsága
- Erythroleukoplakia, a két kórkép együttes előfordulása